# Benoît Fondu
 (novembre 2013).
Si vous disposez d'ouvrages ou d'articles de référence ou si vous connaissez des sites web de qualité traitant du thème abordé ici, merci de compléter l'article en donnant les références utiles à sa vérifiabilité et en les liant à la section « Notes et références ».
Benoît Fondu est un architecte paysagiste belge, diplômé de l'Institut supérieur industriel agronomique de Gembloux (1985) et également diplômé en restauration des paysages, parcs et jardins historiques de l'Architectural Association de Londres.

## Biographie
Benoît Fondu se forme au métier du paysage à Gembloux et à Londres, il crée des jardins depuis 1980 dans plusieurs pays européens.
De 1982 à 2000, Benoît Fondu est l'administrateur de l’Arboretum de Kalmthout.
En 2008, à l'invitation de Bernard Blareau, il participe à la « première rencontre des métiers du paysage » : Le renouveau du paysage à Charleroi et intitule sa communication : Le métier de jardinier à le vent en poupe! Oui mais....
En 2010, il participe à la troisième « rencontre des métiers du paysage », Paysage ou Nature, à Marcinelle où sa communication s'intitule La beauté pittoresque de l'arbre.

## Quelques réalisations
- Domaine provincial de Chevetogne en Belgique
- Parc du château de Seneffe en Belgique
- Château de Culzean en Écosse
- Verger de Clarence en Suisse
- Castella en Italie
- Le jardin philosophique dans les jardins de la Maison d'Érasme, à Anderlecht (Bruxelles)[1].
- Arboretum de Kalmthout en Belgique (ancien administrateur)